# Mamerto Urriolagoitia Harriague

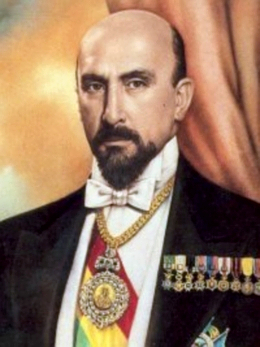
Mamerto Urriolagoitia Harriague (1949)

Mamerto Urriolagoitia Harriague (* 5. Dezember 1895 in Sucre, Bolivien; † 4. Juni 1974 ebenda) war ein bolivianischer Politiker, der zwischen 1949 und 1951 Präsident Boliviens war.

## Leben
Mamerto Urriolagoitia Harriague, Sohn von Mamerto Urriolagoitia und Corina Harriague, absolvierte nach dem Schulbesuch ein Studium der Rechtswissenschaften an der Universidad Mayor de San Francisco Xavier in Sucre und ließ sich anschließend als Rechtsanwalt nieder. Nach einem postgradualen Studium an der Universität von Paris befasste er sich insbesondere mit Fragen zum Völkerrecht und fungierte zwischen 1917 und 1937 als Generalkonsul und Geschäftsträger an der Gesandtschaft im Vereinigten Königreich sowie zugleich als Delegierter bei der Londoner Konferenz 1921, der Londoner Konferenz 1924 und beim Weltpostkongress 1929 in London.
Nach seiner Rückkehr nach Bolivien wurde Urriolagoitia Harriague zum Mitglied des Senats (Cámara de Senadores) der plurinationalen Legislativversammlung gewählt und vertrat in diesem die Interessen des Departamento Chuquisaca. 1947 wurde er zum Vizepräsidenten gewählt und damit zum Vertreter von Präsident Enrique Hertzog Garaizábal. Nachdem er diesen bereits seit dem 7. Mai 1949 kommissarisch vertreten hatte, wurde er nach dem Rücktritt Hertzogs am 24. Oktober 1949 aufgrund der Verfassung Präsident Boliviens. Zu den wichtigsten Ministern seines Kabinetts gehörten die Außenminister Alberto Saavedra Nogales (1949 bis 1950) und Pedro Zilveti Arce (1950 bis 1951), Innenminister José Saavedra Suarez sowie Verteidigungsminister Hugo Ernst Rivera. Am 5. September 1950 wurde eine Volkszählung (Censo General de la República) durchgeführt, der ersten seit 1900. Dabei wurde festgestellt, dass die Bevölkerungszahl 3.019.031 Einwohner betrug.
Während seiner Präsidentschaft war er hart und unnachgiebig gegenüber der Opposition, was dazu führte, dass zahlreiche Politiker wie der Sekretär der Bergarbeitergewerkschaft FSTMB (Federación Sindical de Trabajadores Mineros de Bolivia), Juan Lechín Oquendo, und der Vorsitzende der Falange Socialista Boliviana (FSB), Óscar Únzaga de la Vega, ins Exil gingen. Darüber hinaus verbot er die Kommunistische Partei Boliviens, die 1950 von Dissidenten der Linksrevolutionären Partei PIR (Partido de Izquierda Revolucionaria) wie Mario Monje gegründet wurde. Im Bereich der Wirtschaft kam es zur Einfrierung der Löhne für Arbeiter, der Verlangsamung von Fabrikschließungen und Einschränkungen. Andererseits kam es 1951 zur Erhöhung der Gehälter der Mitarbeiter des öffentlichen Dienstes um 30 Prozent, während die Löhne der Bergarbeiter noch eingefroren waren. Dies führte zu erheblichen sozialen Konflikten und letztlich zu einem Generalstreik im zentralen Bergbaugebiet Siglo XX des Bergbauunternehmens Patiño Mines, welches zum Besitz der Familie von Simón I. Patiño und dessen Sohn Antenor Patiño gehörte. Präsident Urriolagoitia ließ daraufhin einige Anführer der aufständischen Bergarbeiter festnehmen, die dann wiederum mit der Geiselnahme und letztendlichen Ermordung von zwei ausländischen Mitarbeitern reagierten. Daraufhin kam es zu einer blutigen Niederschlagung des Streiks durch Einheiten der Streitkräfte Boliviens, was wiederum zu weiteren Streiks und Unruhen in anderen Landesteilen führten, ehe schließlich der Ausnahmezustand für das ganze Land ausgerufen wurde. Daraus entstand ein Bürgerkrieg, der durch die Regierung nicht mehr unterdrückt werden konnte.
Diese Situation führte zum Sieg der Partei MNR (Movimiento Nacionalista Revolucionario) und von deren Präsidentschaftskandidaten Víctor Paz Estenssoro bei den Wahlen vom 6. Mai 1951, was ein weiterer massiver Rückschlag für die Regierung war. Urriolagoitia erkannte das Ergebnis der Wahl jedoch nicht an und verweigerte die Amtsübergabe an Paz Estenssoro, der sich zu dieser Zeit noch im Exil befand. Letztlich kam es am 16. Mai 1951 zu einer verfassungswidrigen Machtübernahme durch eine Militärjunta unter dem Vorsitz von General Hugo Ballivián Rojas, ehe diese schließlich im Zuge der nationalen Revolution im April 1952 durch den rechtmäßig gewählten Präsidenten Paz Estenssoro abgelöst wurde. Daraufhin zog sich Urriolagoitia aus dem politischen Leben zurück.

## Veröffentlichung
- Bolivia (1825-1925)